# فالام
فالام (بالروسية: Валаам أو Валаамский архипелаг)، معروفة أيضًا بالاسم الفنلندي (Valamo) هو أرخبيل يقع في الجزء الشمالي من بحيرة لادوغا، يقع داخل جمهورية كاريليا، الاتحاد الروسي. تبلغ إجمالي مساحة أكثر من 50 جزيرة بالأرخبيل حوالي 36  كيلومتر مربع. وأكبر جزيرة بالأرخبيل هي جزيرة فالام.
يشتهر الأرخبيل بكونه يضم دير فالام الذي يعود تاريخه إلى القرن الرابع عشر. في القرن الثاني عشر، كانت الجزر جزءًا من جمهورية نوفغورود. في القرن السابع عشر، تم الاستيلاء عليها من قبل السويد خلال فترة الاضطرابات ، لكن روسيا استعادتهم بعد أقل من قرن. عندما تم إنشاء دوقية فنلندا الكبرى في أوائل القرن التاسع عشر كجزء مستقل من الإمبراطورية الروسية، جعل الإسكندر الأول ملك روسيا فالام جزءًا من فنلندا. في عام 1917، أصبحت فالام جزءًا من فنلندا المستقلة حديثًا، ولكن تم ضمها من قبل الاتحاد السوفيتي بعد حرب الشتاء وحرب الاستمرار .
اسم الجزيرة مشتق من الكلمة الفنلندية الأوغرية فالامو (valamo)، والتي تعني الأرض العالية والجبلية. المناخ والتاريخ الطبيعي للجزيرة فريد من نوعه بسبب موقعها في بحيرة لادوجا. يبدأ الربيع في نهاية شهر مارس، ويتكون الصيف النموذجي في فالام من 30 إلى 35 يومًا مشمسًا. متوسط درجة الحرارة في يوليو هو 17 درجة مئوية (63 درجة فهرنهايت). يصل الشتاء والثلج في أوائل ديسمبر. في منتصف شهر فبراير، الطريق الجليدي إلى أقرب مدينة سورتافالا (42 كم، 15 ميل) يمكن اجتيازه. متوسط درجة الحرارة لشهر فبراير هو 8 درجة مئوية تحت الصفر (18 درجة فهرنهايت).
ينمو أكثر من 480 نوعًا من النباتات في الجزيرة، وقد قام الرهبان بزراعة العديد منها. الجزيرة مغطاة بأخشاب صنوبرية، حوالي 65٪ منها صنوبر. كما يعتبر الأرخبيل موطنا عشرة أنواع من الثدييات وأكثر من 120 نوعًا من الطيور.
تمت زيارة الجزيرة مرارًا وتكرارًا من قبل الأباطرة ألكسندر الأول وألكسندر الثاني وأعضاء آخرين من العائلة الإمبراطورية. ومن بين الزوار المشهورين الآخرين هناك تشايكوفسكي ومندلييف.
يسكن الجزيرة بشكل دائم الرهبان والعائلات. في عام 1999، كان هناك حوالي 600 ساكن في الجزيرة الرئيسية؛ بما في ذلك أفراد الخدمة العسكرية وعمال الترميم والمرشدين والرهبان. توجد روضة أطفال ومكان للفنون والرياضة ومدرسة ومتحف صغير ومركز طبي. المجتمع في فالام في الوقت الحالي ليس له وضع إداري رسمي.
خلال فصل الصيف، يمكن الوصول إلى الجزيرة الرئيسية عن طريق القوارب السياحية التي تغادر سانت بطرسبرغ في الليل وتصل إلى الجزيرة في صباح اليوم التالي.
رئيس الاتحاد الروسي لديه منزل ريفي (داتشا) على إحدى جزر فالام، لكن موقعه الدقيق غير معروف للعموم.

## صور

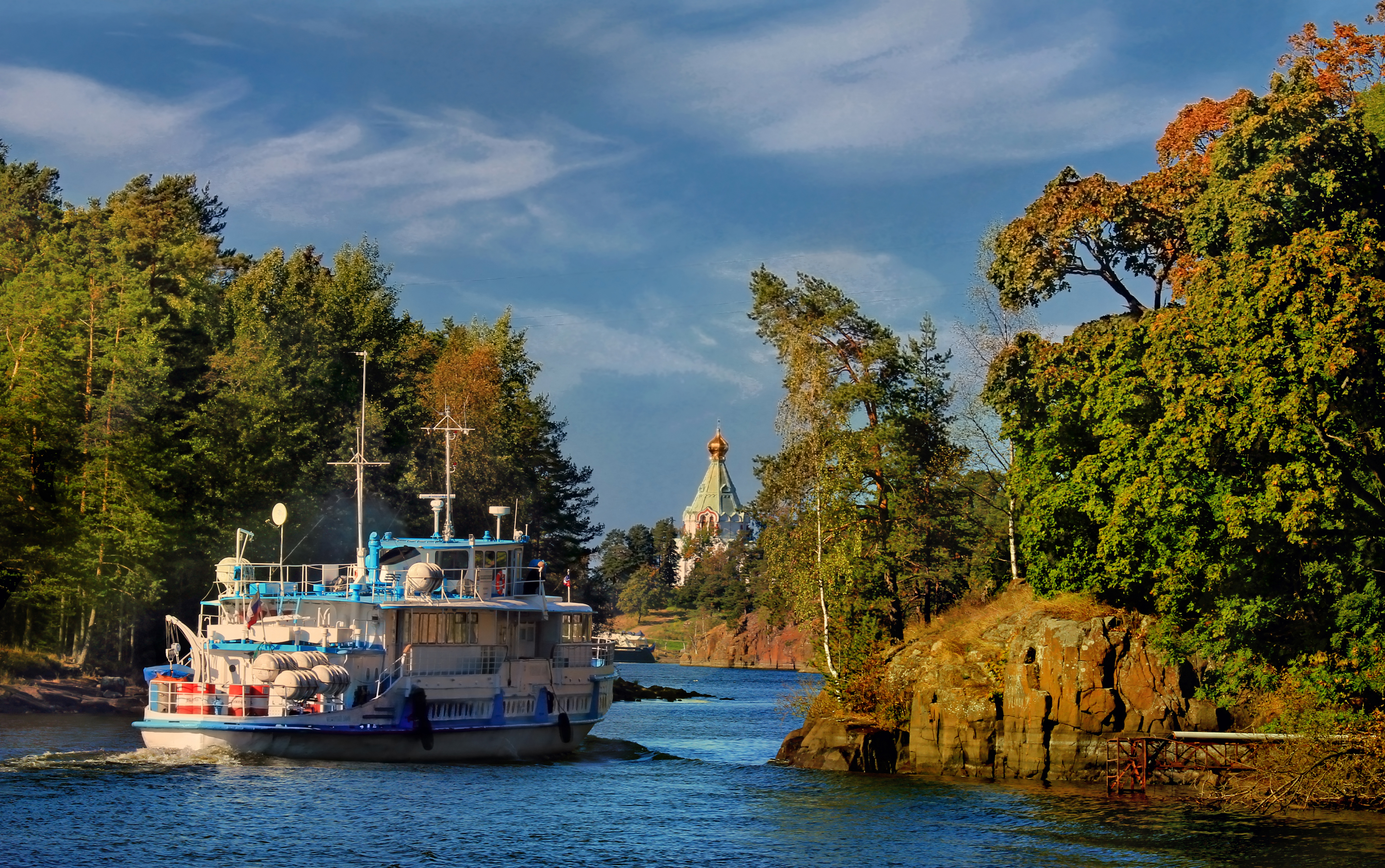
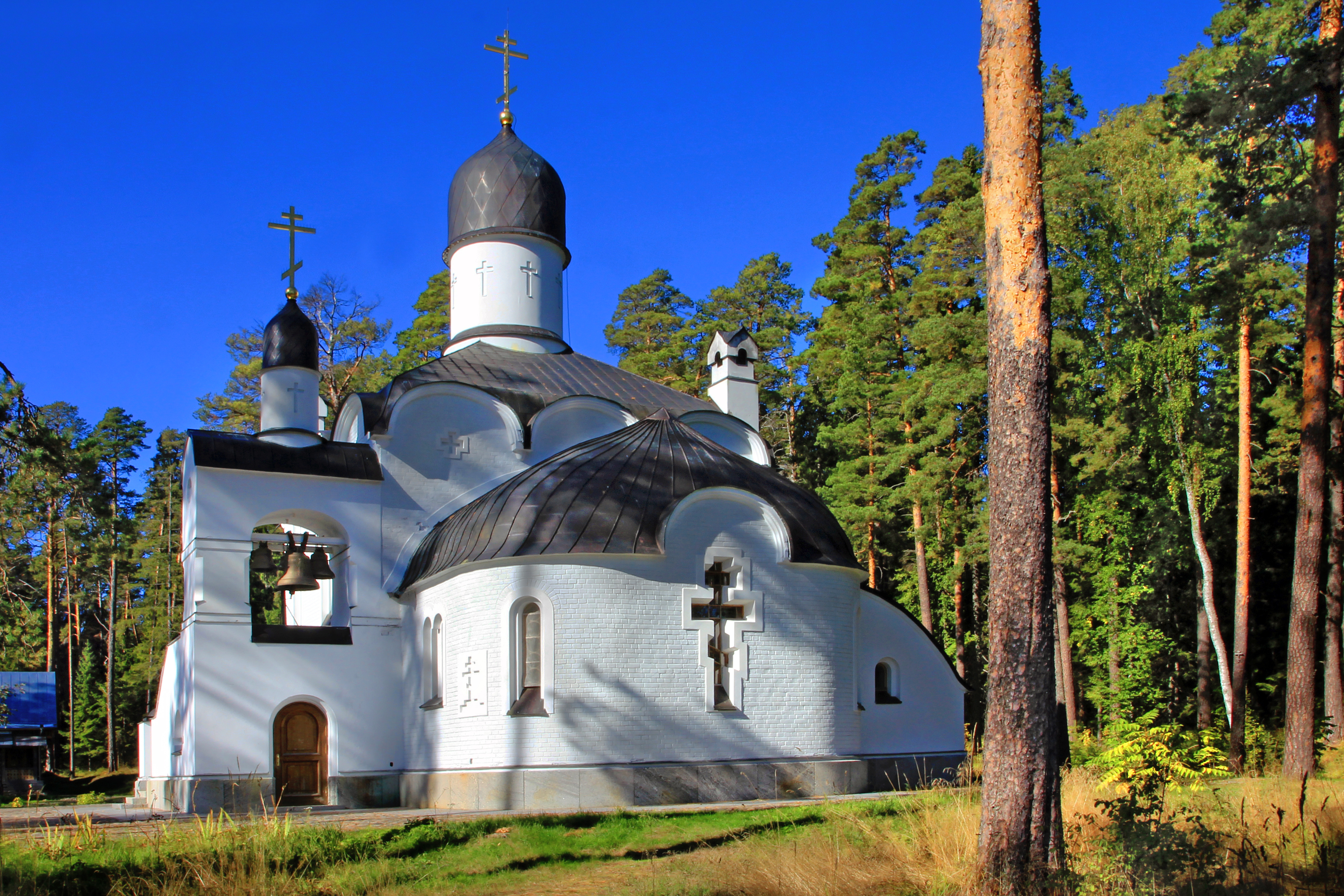
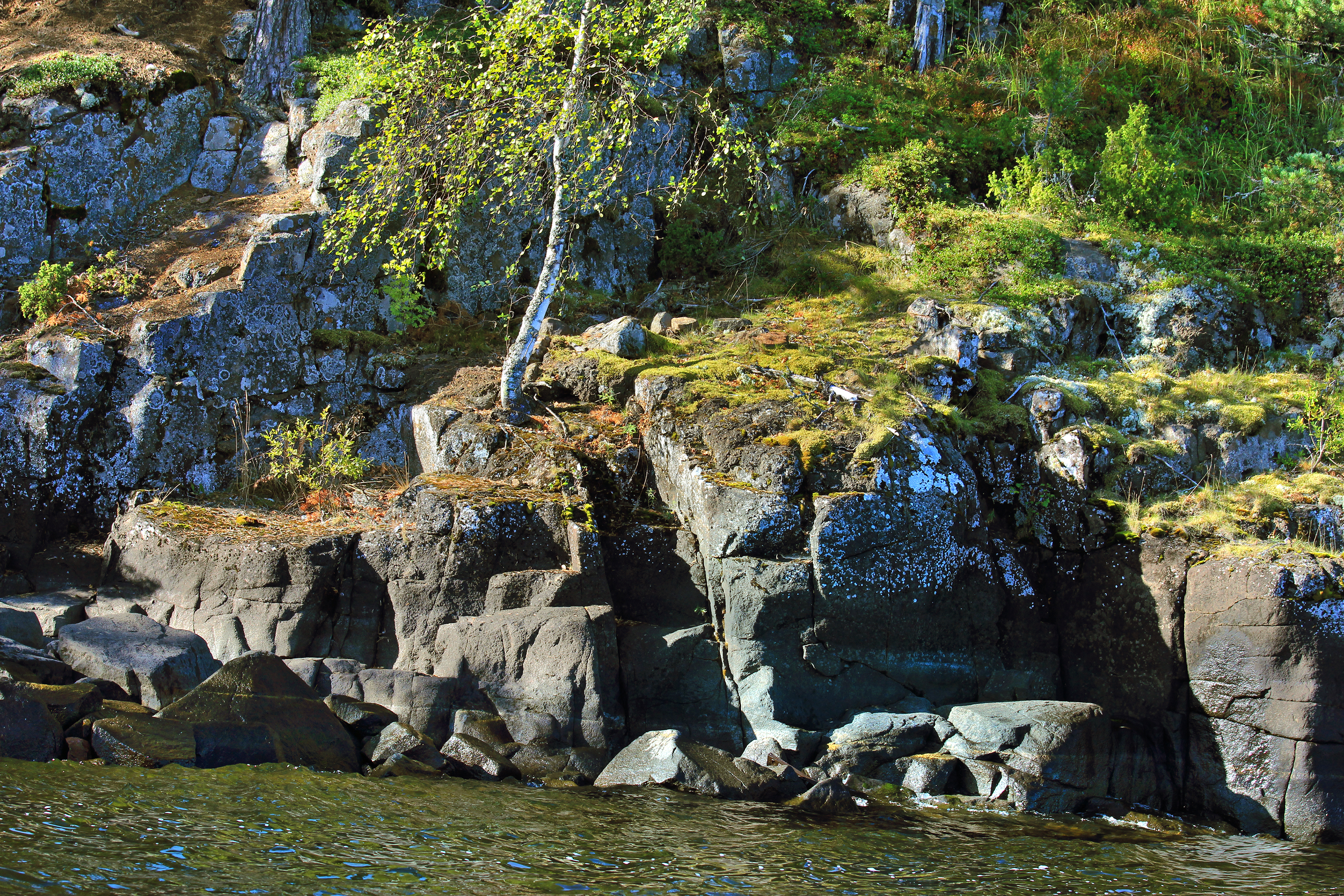
الصخور في جزيرة فالام في بحيرة لادوغا
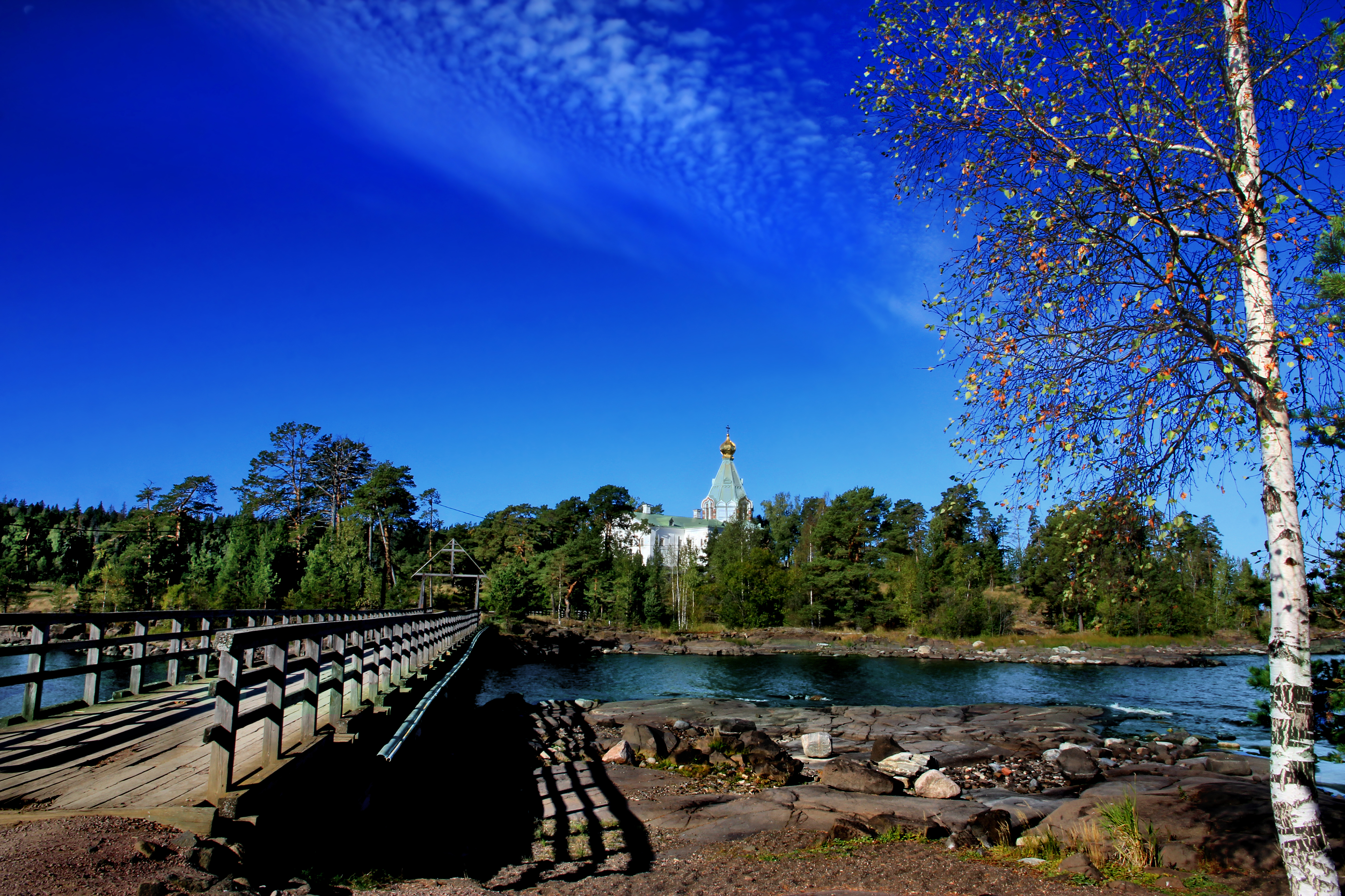
الجسر الموجود على طريق القديس نيكولاس سكيت
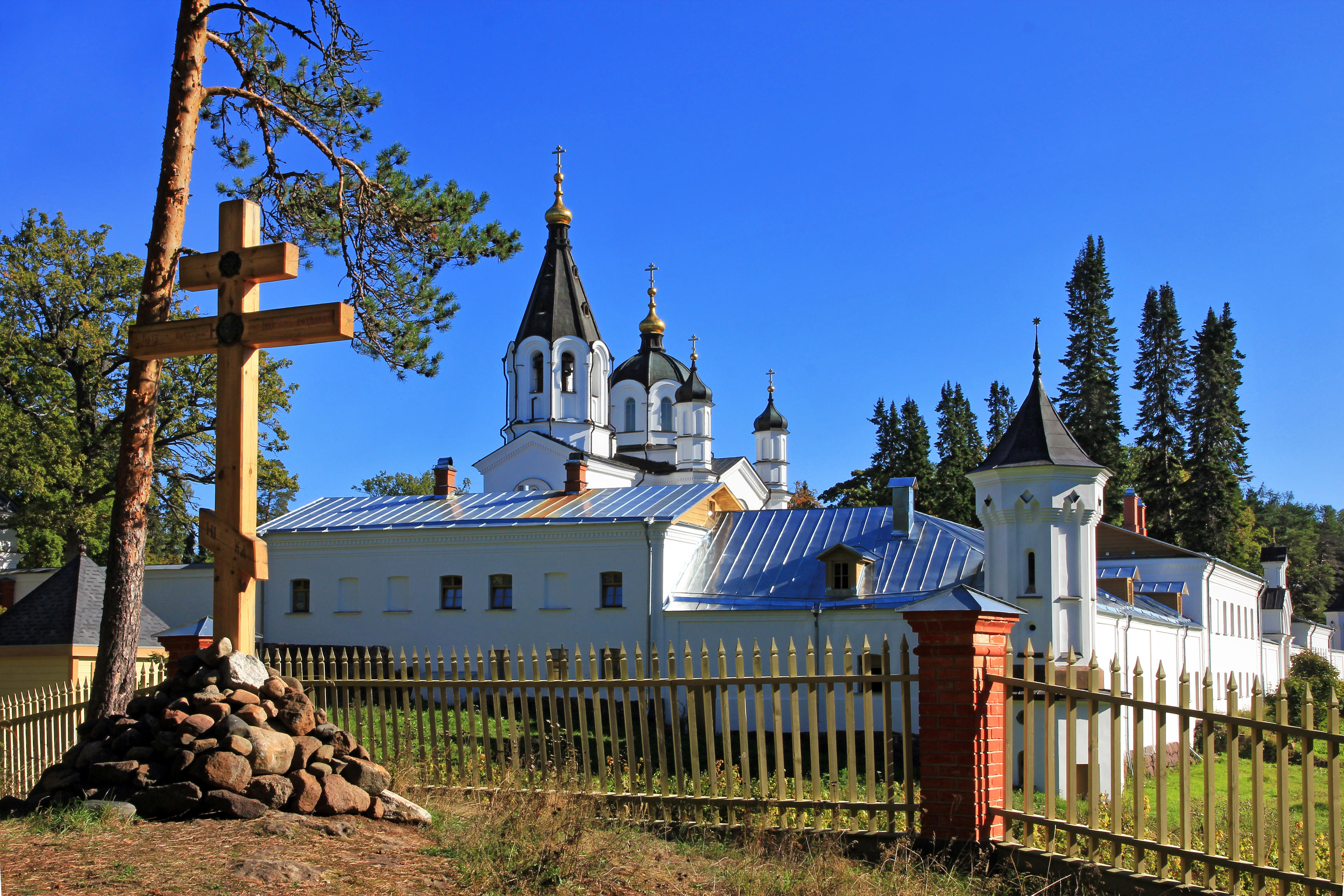
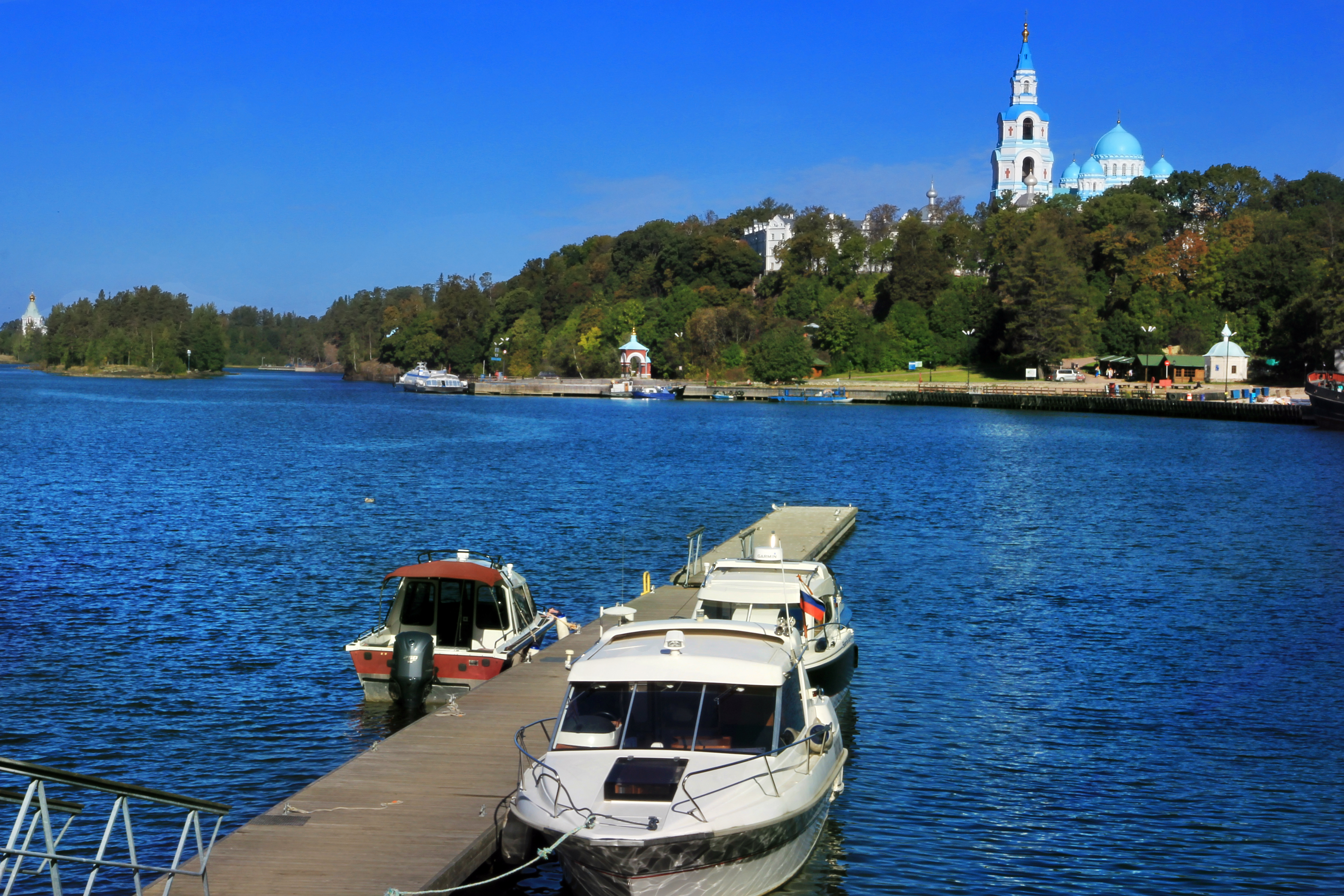
الأرخبيل في بحيرة لادوجا